# Abdéry
Abdéry (také Abdéra, řecky Άβδηρα, Ávdira) bylo starověké řecké město na pobřeží Thrákie, ležící 17 km severovýchodovýchodně od ústí řeky Nestos a téměř přesně proti ostrovu Thasos.
Místo nyní administrativně spadá pod řeckou regionální jednotku Xanthi. Moderní obec Abdéra podle sčítání v roce 2011 zde žilo 19 005 obyvatel. Od téhož roku zahrnuje i do té doby samostatné obce Selero a Vistonida, jakožto samostatné obecní jednotky. Obecní jednotka Abdéra se dělí na čtyři komunity (Abdéra, Mandra, Myrodato a Nea Kessani); vlastní komunita Abdera, jež má pouze necelých 1100 obyvatel, se skládá z vesnic Abdera, Giona, Lefkippos, Pezoula a Skala.

## Historie
Řecká mytologie připisuje založení města Héraklovi, který na tomto místě pohřbil svého přítele Abdéra. Historicky bylo město založeno kolonisty z Klazomen. Tradičně uváděné datum založení roku 654 př. n. l. není přes jisté důkazy na řecké keramice ze 7. století př. n. l. dostatečně důvěryhodné.

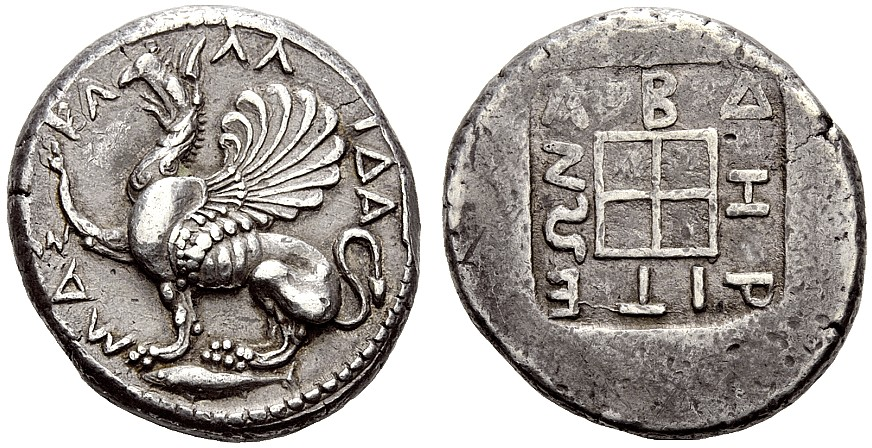
Abdérská stříbrná tetradrachma, platná v době kolem poloviny 5. století př. n. l.

Město začalo prosperovat po roce 554 př. n. l., když se sem přestěhovala velká část obyvatel maloasijského Teu (včetně básníka Anakreóna) s cílem uniknout perskému panství (Hérodotos I.168). Hlavní typ abdérských mincí je identický s mincemi Teu. Abdérské stříbrné mince jsou známy pro svoji krásu a bohatost rubových stran.
Ve vnitřní politice města docházelo k častému kolísání mezi demokracií a oligarchií.
Perská říše se Abdér zmocnila v letech 513 a 512 př. n. l., potom opět v roce 492 př. n. l. za vlády Dareia I. Později se město stalo členem Athénského námořního spolku a bojovalo na straně Athén v Peloponéské válce.
Abdéry byly bohatým městem, třetím nejbohatším v Athénském námořním spolku, díky své produkci obilí a díky primátu svého přístavu v obchodě s vnitrozemím Thrákie a s Odryským královstvím.
Díky své prosperitě bylo město opakovaně drancováno: roku 376 př. n. l. Tribalii, 350 př. n. l. Filipem II. Makedonským, později Lýsimachem, Seleuky, Ptolemaii a opět Makedonci. Roku 170 př. n. l. obléhaly a vydrancovaly město římské armády a armády Eumena II. krále Pergamu.
Pokles významu města se datuje do druhé poloviny 4. století př. n. l..

## Současnost
Ruiny města je možno stále spatřit na mysu Balastra rozložené na sedmi nízkých kopcích a mezi východním a západním přístavem. Na jihozápadních kopcích se nalézají zbytky středověkého sídliště Polystylonu.
Abdéry jsou titulárním sídlem římskokatolické církve v prefektuře Rodopi na jižním pobřeží Thrákie.

## V literatuře
Obyvatelé Abdér byli v athénské lidové slovesnosti pokládáni za vesnické či provinční hlupáky, něco jako Kocourkovské. Jeden z dobových vtipů zněl: „Abdéřan viděl eunucha mluvit se ženou a otázal se ho, jestli je to jeho manželka. Když se mu dostalo odpovědi, že eunuši nemohou mít manželku, Abdéřan se zeptal: ‚Takže je to tvá dcera?‘“ Odtud slovo abdérita jako označení pro hlupáka, omezence, zaostalého člověka. Na tento stereotyp navázali i novověcí autoři jako například Christoph Martin Wieland, který do města položil děj svého románu Abdéřané. Do Abdér zasadili děj své hry Osel a stín i Jan Werich a Jiří Voskovec.

## Významní občané
Z města pocházeli významní filosofové Démokritos, Prótagorás z Abdér a Hekateus z Abdér, jenž byl i historikem.